# Lena Blomkvist
Lena Blomkvist, född 19 oktober 1990, är en svensk före detta fotbollsspelare (försvarare). 

## Karriär
Blomkvist spelade för Piteå IF mellan 2009 och 2020. Efter säsongen 2020 meddelade Blomkvist att hon avslutade sin fotbollskarriär. Hon hade då spelat sammanlagt 227 matcher för klubben i seriespel och i cupen.